# カムチャツカ語派
カムチャッカ語派（カムチャツカごは、Kamchatkan languages）は カムチャッカ半島に存在する言語である。現在単一の言語、西イテリメン語（一般にイテリメン語）のみが残っている。1991年には話者は100人以下で、その大部分は高齢者であった。2010年のロシアの国勢調査では、依然として80人の話者が報告されている。
少なくとも他に方言、別言語として東イテリメン語、南イテリメン語が存在したことを示す記録があるが、18世紀末までに絶滅している。
カムチャッカ語派の言語は、伝統的には方言の関係にあると考えられてきたが、実際には十分に異なっており、別々の言語として分類されるほどであった。
これら三つの変種はカムチャッカ半島の西部・東部・南部で話されていた。その違いの程度は、代名詞「私たち」を用いると分かりやすい。西イテリメン語では muza, muzaʔn、南イテリメン語では muš, burin、東イテリメン語では buze である。
カムチャッカ語派はチュクチ語派と密接な関係にはない。イテリメン語の研究者アレクサンドル・ヴォロージンはこれらの関係性に疑問を呈している（Volodin 1976, 2021）。同源語による研究はカムチャツカ語派がチュクチ語派と同じ系統に属すことを示している。イテリメン語にのみ放出音の系列が存在するなどの違いがそんざいするが、とくに音韻の領域において顕著な対照が存在するとされる。チュコト・カムチャツカ祖語は部分的に再構築されている。
Michael Fortescue は、カムチャツカ語はかつて残存していたベーリング人集団によって話されていた言語の基層を持っている可能性があると考えている。例えば、カムチャツカ語には破裂音を伴う放出音（ejectives）が存在するが、これは北西太平洋の言語では一般的であるのに対し、北東アジアの言語では稀である。